# Persza liha w futsalu kobiet
Persza liha Mistrzostw Ukrainy w futsalu kobiet (ukr. Перша ліга Чемпіонату України з футзалу серед жінок, dosł. Pierwsza liga) – drugi poziom w hierarchii żeńskich ligowych rozgrywek w futsalu na Ukrainie. Utworzona w 1995 roku i zarządzana przez Asocjację Futsalu Ukrainy (AFU), a wcześniej Ukraiński Związek Piłki Nożnej (FFU). Zmagania w jej ramach toczą się cyklicznie (co sezon) i przeznaczone są dla 8 najlepszych krajowych klubów piłkarskich. Jej triumfator zostaje Mistrzem Pierwszej ligi Ukrainy i ma możliwość awansu do Wyszczej lihi.

## Historia
W 1990 roku została założona Asocjacja Futsalu ZSRR, a w strukturze Federacji Piłkarskiej ZSRR Komitet Futsalu, który organizował pierwsze mistrzostwo ZSRR w futsalu. W tym czasie zaczęła aktywnie grać w futsal żeńska drużyna Bukowynka Czerniowce pod kierownictwem trenera Serhija Jahodkina. W 1992 roku klub zmienił nazwę na Lehmasz Czerniowce i występował w Otwartych Mistrzostwach Białorusi, a w 1993 i 1994 - w Mistrzostwach Rosji, tak jak na Ukrainie jeszcze nie organizowano Mistrzostw w futsalu. Występy ukraińskiego klubu kobiet były bardzo udane - bez porażek podczas wszystkich turniejów. Ponadto zespół z Czerniowiec zwyciężył w 1994 roku w międzynarodowym turnieju w Moskwie, pokonując 7:2 reprezentację Australii.
9 marca 1993 roku w Dniepropetrowsku odbyła się Konferencja założycielska na której postanowiono stworzyć Asocjację Futsalu Ukrainy. Na konferencji najpierw pełniący obowiązki Prezydenta Związku Klubów Futsalowych Ukrainy Wołodymyr Kobzariew poinformował uczestników konferencji o stanie i rozwoju futsalu na Ukrainie. Następnie po  dyskusji i głosowaniu (35 głosów za przy jednym głosie wstrzymującym) został zatwierdzony projekt statutu Asocjacji Futsalu Ukrainy. Na konferencji Prezesem Asocjacji Futsalu Ukrainy jednogłośnie został wybrany Hennadij Łysenczuk.
W 1993 roku w Czerniowcach został organizowany pierwszy turniej w futsalu wśród drużyn kobiecych. W 1995 roku rozegrano debiutanckie mistrzostwa Ukrainy w futsalu (męskie rozgrywki startowały w sezonie 1993/94), a do rywalizacji przystąpiło 8 drużyn (według kolejności w końcowej tabeli): Nika Połtawa (premierowy Mistrz Ukrainy, trener Serhij Jahodkin), Unisport Kijów, Minora Czerkasy, Donteks Donieck, Radosiń Kijów, Awiator Kijów, Biłyczanka Kociubynśke.
W listopadzie 1995 roku po raz pierwszy startowały rozgrywki o Puchar Ukrainy w futsalu wśród kobiecych drużyn, a zwycięzcą został Unisport Kijów.

## Skład ligi w sezonie 2020/21
- nie rozgrywano

### Mistrzostwa Ukrainy
| Sezon                                                                   | K | K | T | Mistrz                                     | Wicemistrz                    | III miejsce                   | Br. | Król strzelców | Uwagi |
| Persza liha Mistrzostw Ukrainy (ukr. Перша ліга Чемпіонату України) ... |   |   |   |                                            |                               |                               |     |                | |
| 2001/2002                                                               |   |   | ? | ?                                          | ?                             | ?                             |     |                | ? klubów |
| 2002/2003                                                               |   |   | 1 | Biłyczanka-2 Kociubynśke                   | ?                             | ?                             |     |                | ? klubów |
| 2003/2004                                                               |   |   | 2 | Biłyczanka-2 Kociubynśke                   | ?                             | ?                             |     |                | ? klubów |
| 2004/2005                                                               |   |   | ? | ?                                          | ?                             | ?                             |     |                | ? klubów |
| 2005/2006                                                               |   |   | ? | ?                                          | ?                             | ?                             |     |                | ? klubów |
| 2006/2007                                                               |   |   | ? | ?                                          | ?                             | ?                             |     |                | ? klubów |
| 2007/2008                                                               |   |   | ? | ?                                          | ?                             | ?                             |     |                | ? klubów |
| 2008/2009                                                               |   |   | 3 | Biłyczanka-DJuSSz Kociubynśke              | ?                             | ?                             |     |                | ? klubów |
| 2009/2010                                                               |   |   | 1 | Płaneta-KSDJuSzOR Kijów                    | ?                             | ?                             |     |                | ? klubów |
| 2010/2011                                                               |   |   | 4 | Biłyczanka-2 Kociubynśke                   | ?                             | ?                             |     |                | ? klubów |
| 2011/2012                                                               |   |   | 1 | Hranit Szkariwka                           | ?                             | ?                             |     |                | ? klubów |
| 2012/2013                                                               |   |   | ? | Nika-2 Połtawa                             | ?                             | ?                             |     |                | ? klubów |
| 2013/2014                                                               |   |   | 5 | Biłyczanka-2 KOK DJuSSz Kociubynśke/Irpień | ?                             | ?                             |     |                | ? klubów |
| 2014/2015                                                               |   |   | 1 | Arsenał-Kyjiwszczyna Biała Cerkiew         | ?                             | ?                             |     |                | ? klubów |
| 2015/2016                                                               |   |   | 6 | Biłyczanka-2 KOK DJuSSz Irpień             | ?                             | ?                             |     |                | ? klubów |
| 2016/2017                                                               |   |   | 1 | AFC 5G Kijów                               | Łehion Łuck                   | KDJuSSz-8 Charków             |     |                | 16 klubów+ finał 8 |
| 2017/2018                                                               |   |   | 1 | KDJuSSz-Olimp Sławutycz                    | DJuSSz Irpień                 | DJuSSz im. Butowśkoho Połtawa |     |                | ? klubów+ finał 8 |
| 2018/2019                                                               |   |   | 2 | KDJuSSz-Olimp-IMS-2 Sławutycz              | DJuSSz im. Butowśkoho Połtawa | DJuSSz-1 Chmielnicki          |     |                | ? klubów+ finał 8 |
| 2019/2020                                                               |   |   | 1 | nie rozgr.                                 | nie rozgr.                    | nie rozgr.                    |     |                | 16 klubów; z powodu COVID-19 rozgrywki zawieszone, do finału 8: Tesła-2 Charków, Kharkiv-City Charków, 5G-Ładomyr-2 Kijów, Dnipro-IMS-2 Czerkasy, Pantery-1 Humań, Pantery-2 Humań, DJuSSz-1 Chmielnicki, Łehion Łuck |
| 2020/2021                                                               |   |   |   |                                            |                               |                               |     |                | nie rozgrywano |

## Statystyka
Najwięcej zwycięstw w Pierwszej lidze Mistrzostw Ukrainy w futsalu kobiet ma drużyna Biłyczanka Kociubynśke, która 6 razy stawała na podium.